# Krông Năng, Đắk Lắk
Krông Năng là xã của tỉnh Đắk Lắk, Việt Nam.
Thị trấn có diện tích 24,83 km², dân số năm 1999 là 10.367 người, mật độ dân số đạt 418 người/km².